# Euthelepus kinsemboensis
Euthelepus kinsemboensis är en ringmaskart som beskrevs av Augener 1918. Euthelepus kinsemboensis ingår i släktet Euthelepus och familjen Terebellidae. Inga underarter finns listade i Catalogue of Life.